# Jeremy Nixon
Jeremy Nixon (né en 1982) est un homme politique canadien. 
En 2020, il siège à l'Assemblée législative de l'Alberta en tant que député du parti conservateur uni pour la circonscription de Calgary-Klein.

## Biographie
À la fin décembre 2020, il a voyagé hors du Canada, ce que des médias canadiens ont critiqué, puisqu'il a préféré ne pas respecter les recommandations sanitaires des gouvernements du Canada et de l'Alberta.